# Nazarineni
Nazarinenii erau denumiți evreii creștini din Iudeea (sec. III-V), care au păstrat integral ritul iudaic. Au dispărut de pe scena istoriei în secolul al V-lea. Nazarinenii (ca subgrup religios) o tradiție spirituală străveche.
Nazarinenii (sau Nazoreenii; Greacă: XV, Nazcentraioi) au fost o sectă iudaică-creștină în iudaismul din secolul I. Prima utilizare a termenului se găsește în Faptele Apostolilor (Fapte 24:5) din Noul Testament, unde Apostolul Pavel, numit și rabinul Șaul din Tars, este acuzat că este un conducător al sectei Nazarinenilor ("πρωτοστάτην τε τῆς τῶν Ναζωραίων αἱρέσεως") înainte de confruntarea cu procuratorul roman Antonius Felix la Cezareea Maritima prin Tertullus. (). În acel moment, termenul a desemnat pur și simplu adepți ai Iisus din Nazaret, ca Ebraică termen נוֹצְרִי (nôțrî), și termenul Arabic (națārā), încă mai fac.
Odată cu trecerea timpului, termenul a ajuns să se refere la o sectă de creștini iudaici care au continuat să observe Tora împreună cu neamuri noemice care au fost altoiți în Pactul, spre deosebire de Creștinii dintre neamuri care au evitat respectarea Torei. Acestea sunt descrise de Epifanie din Salamina și sunt menționate mai târziu de Ieronim și Augustin de Hipona. Scriitorii au făcut o distincție între Nazarinenii timpului lor și "Nazarinenii" menționați în Fapte 24:5.

## Etimologie

### Nazireii (religiune)
Nazirei existau mult înaintea primului secol din era noastră. Din Vechiul Testament aflăm că mari eroi ori profeți ai Bibliei precum Isaac, Samson ori Samuel au fost nazirei. Termenul "nazir" înseamnă "consacrat" sau "vlăstar". 
Dintre casele sau triburile lui Israel, nazirei, fie erau aleși dintre copii, fie erau consacrați înainte de a se naște lui Dumnezeu fiind astfel "tunși" dăruindu-lise astfel acest destin.  Aceștia erau inițiați în mai multe trepte ale inițierii (de obicei 7) practicau de mici diferite forme de austeritate și recluziune fiind de mici învățați cu asceza. Dintre ei ajungeau apoi fie profeți, fie îndrumători spirituali. 
Nazireii sunt confundați cu esenienii care își spuneau între ei "Fii Luminii". Marea lor casă fiind Cerul căruia îi spuneau și Marea Casă a Vieții (termen pe care știm că l-a folosit și Iisus când se adresa uneori discipolilor săi). Majoritatea nazirilor erau Iudei dar se știe că pe vremea regelui Solomon și nu numai unii dintre aceștia locuiau chiar pe lângă Templu, unde aveau consacrate camere simple în care locuiau (trăiau).

### Nazarinenii (sectă)
Primii credincioși din Iudaismul Târziu sunt denumiți dintr-o confuzie cu un cuvânt rezervat în cartea Bamidbar sau Numeri capitolul 6 pentru o separare care o fac unii tineri din popor numită „naziriat” și apoi mai degrabă sunt denumiți după Mesia care a fost numit "nazarinean". Denumirea credincioșilor este astfel schimbată de autoritățile din Ierusalim unde scrie cum Pavel Apostolul, numit și rabinul Șaul din Tars, este acuzat că este o căpetenie a nazarinenilor care probabil în Antiohia, unde a fost tradus în limba greacă evanghelia au fost denumiți „erezie” care are și sensul de „eres” sau „sectă”: „ΤΟΙΣ ΪΟΥΔΑΙΟΙΣ ΤΟΙΣ ΚΑΤΑ ΤΗΝ ΟΙΚΟΥΜΕΝ ΠΡΩΤΟΣΤΑΤΗΝ ΤΕ ΤΗΣ ΤΩΝ ΝΑΖΩΡΑΙΩΝ ΕΡΕΣΕΩΣ" când acesta a fost prezentat procuratorului roman Antonius Felix la Cezareea Maritima prin Tertullus.

În limba arameică însă se folosește un limbaj literar care ignoră limbajul comun al oamenilor vremii în 
Faptele Apostolilor 24:5:
"lî·cūl·huōn Iyhuōdāiāe đē·vâcūlāhî eērâaāe ryșāe huō ġęir đî·iuōlpānāe đî·nāṭârāiāe” 

lor oricărui iudeu de întregime-i țară (fiind) căpetenie el, că de învățătură de nazarinen".
Termenul deja desemnează adepți ai lui Ieșua din Nazaret, care a fost numit în limba ebraică "וֹצְרִי" „nuōțiri” adică „nazarinean” (în arameică: „nāṭârāiāe”) în Matei 2:23 (conform cu Isaia 11:1).
Nazarineii erau cunoscuți ca buni medici, exorciști fiind cunoscuți și ca magicieni albi. Descântau, cunoșteau stelele, foloseau amulete și filcterii etc. Majoritatea nazarinenilor umblau îmbrăcați în alb, ca simbol al luminii și al eterului.

### Nazarineanul (titlu)
Termenul Nazarinean este frecvent utilizat pentru a traduce două cuvinte grecești înrudite care apar în Noul Testament: Nazōraios (Ναζωραῖος, Ναζαραῖος) ("Nazorean") și Nazarēnos ("Nazarineanul"). Termenul Nazsecraios poate avea o semnificație religioasă în loc să denote un loc de origine, în timp ce Nazarēnos (Ναζαρηνός) este o formă adjectivală a frazei apo Nazaret "din Nazaret."
Din această cauză, frazele redate în mod tradițional ca "Iisus din Nazaret" pot fi traduse și ca "Iisus Nazarineanul" sau "Iisus Nazoreanul"." În Noul Testament, forma Nazsecraios sau Nazaraios este mai frecventă decât 'Nazarēnos (însemnând "din Nazaret").

## Credințele nazarinene
Credințele sectei sau sectelor Nazarinene sunt descrise prin diferiți părinți ai Bisericii și ereziologi.
- Credința în Iisus ca Mesia:

„Nazarinenii... acceptă pe Mesia într-o cale fără să înceteze a observa Vechia Lege.”—Ieronim, Despre Isaia 8:14
- Nașterea din Fecioară:

„Ei cred că Messia, Fiul lui Dumnezeu, era născut din Miriam Fecioara.”—Ieronim, Scrisoare 75 Ieronim către Augustin
- Practică mai departe circumcizie și țin Sulul lui Moise:

„„Ei dezacordă cu iudaici deoarece ei au venit la credința în Hristos; dar deoarece ei încă sunt înaripați de Lege – circumcizia, sabatul, și restul – ei nu sunt în acord cu creștinii.””—Epifanie de Salamina, Panarion 29:7.4
- Continuă utilizarea Vechiului Testament și a Noului Testament:

„Ei folosesc nu doar Noul Testament ci Vechiul Testament totodată, precum iudaicii fac..”—Epifanie de Salamina, Panarion 29:7.2
- Utilizarea textelor sursă ale Noului Testament Ebraic și Aramaic:

„„Ei au Evanghelia „Conform cu Matei” în întregime în ebraică. Căci este clar că ei încă păstrează aceasta, în alfabetul ebraic, precum a fost originala scrisă.””—Epifanie de Salamina, Panarion 29:9.4
„„Și el Hegesippus nazarineanul citează câteva pasaje din Evanghelia după Evrei și din Siriacă [Arameică], și unele particulare din grai ebraic, arătând că el era un convertit din evrei, și el menționează alte materii ca luate din tradiția orală a evreilor.””—Eusebiu de Caesarea, Istoria Eclesiastică 4:22

## Secolul al patrulea; o sectă eretică în Siria
Epifanie de Salamina descrie o sectă eretică numit nazarinenilor, în Siria, în secolul al patrulea.

## Nazarinenilor din Irak
Mandaeanii din Irak au o istorie care spune că acestea au fost anterior nazarinenilor de Ierusalim.

## Nazarinenilor din India
Conform tradiției a creștinilor Sfantul Toma din India au fost descendenți ai nazarinenilor.

## Mișcări moderne "nazarinene"
Un număr de biserici moderne folosesc cuvântul "Nazarinean" sau variante în numele sau credințele lor:
- De Biserica Creștină Apostolică (Nazarineană), originar din mișcarea Baptistă nazarineană Elvețiană;
- De Biserica Nazarineanului, a Protestant Confesiunea creștină care s-a născut din Mișcarea Sfințeniei de la sfârșitul secolului 19 și începutul secolului 20;